# William Adams (marino)
William Adams (Gillingham, Reino Unido, 24 de septiembre de 1564-Hirado, Japón, 16 de mayo de 1620), también conocido en japonés como Anjin-sama (anjin, «piloto»; sama, un calificativo honorífico japonés equivalente a «excelencia») y como  Miura Anjin (三浦按針 «el piloto de Miura»?), fue un navegante inglés que viajó a Japón y se cree que fue el primer británico en llegar a ese país. Sirvió de inspiración para el personaje de John Blackthorne en la famosa novela de James Clavell, Shogun, y como inspiración para William del videojuego Nioh de Fumihiko Yasuda y Yosuke Hayashi.
Poco después de su llegada a Japón, se convirtió en un importante asesor del shōgun Tokugawa Ieyasu y construyó para él un barco a vela de estilo occidental que fue el primero de ese tipo hecho en Japón. Adams fue más tarde la figura clave en el establecimiento en Japón de oficinas comerciales de Países Bajos e Inglaterra. También fue una parte muy importante en el llamado comercio con Barcos del sello rojo a lo largo de Asia, fletando y capitaneando varios barcos a vela por el sudeste de Asia con fines comerciales. Murió en Japón a la edad de cincuenta y cinco años. Actualmente se le considera como uno de los extranjeros más influyentes en Japón durante el primer período de apertura a Occidente.

## Biografía
Adams nació en Gillingham, Kent, Inglaterra. Tras perder a su padre a la edad de doce años, se convirtió en aprendiz en el astillero propiedad del maestro Nicholas Diggins en Limehouse. Dedicó los siguientes doce años al aprendizaje en construcción naval, astronomía y navegación antes de entrar en la Marina Real británica donde sirvió bajo el mando de Sir Francis Drake y participó en la lucha contra la Armada Española en 1588 como capitán del Richarde Dyffylde, un buque de reabastecimiento. 
Se convirtió en piloto para la empresa Barbary. Durante este servicio, según fuentes de los jesuitas, tomó parte en una expedición al Ártico, que duró alrededor de dos años, en busca de un paso al Nordeste a lo largo de la costa de Siberia hasta el Extremo Oriente. 

... Soy un hombre de Kent nacido en la ciudad de Gillingham, a dos millas de Rochester y a una milla de Chatham, donde se construyen los barcos del rey. A partir de la edad de doce años me crie en Limehouse cerca de Londres, siendo durante 12 años aprendiz con el maestro Nicholas Diggins. El aprendizaje me sirvió para ejercer de maestro y de piloto en los barcos de su majestad y luego durante once o doce años he servido en la distinguida empresa Barbary Merchants, hasta que comenzó el tráfico procedente de Holanda con la India, me dediqué a ese tráfico utilizando mi experiencia y los pequeños el conocimiento que Dios me había dado. Así, en el año del Señor de 1598, fui contratado como piloto principal de una flota de cinco navíos que fue fletada por la Compañía Holandesa de las Indias Orientales....
 William Adams, Carta de 1611

## Expedición al Lejano Oriente
Atraído por el comercio holandés con las Indias, Adams, entonces con treinta y cuatro años, se embarcó como primer piloto de una importante flota de cinco navíos que partió de la isla de Texel hacia el Extremo Oriente en 1598, fletada por una empresa de mercaderes de Róterdam, (una voorcompagnie, anterior a la Compañía Neerlandesa de las Indias Orientales).

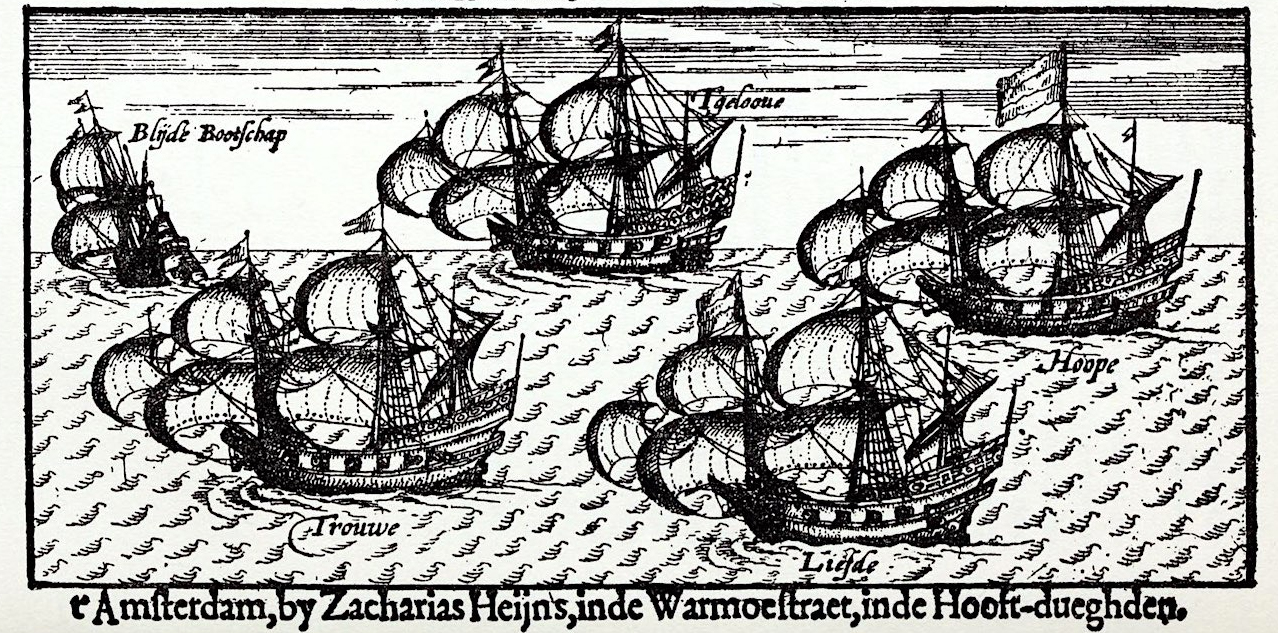
De izquierda a derecha: el «Blijde Boodschap», el «Trouw», el «Geloof», el «Liefde» y el «Hoop». Grabado del.

Zarpó de Róterdam en junio de 1598 en el Hoop y se unió con el resto de la flota el 24 de junio. La flota estaba formada por los siguientes navíos: 
- El Hoop («Esperanza»), bajo el mando de Jacob Mahu (fallecido en 1598), jefe de la expedición; le sucedió al mando Simon de Cordes (fallecido en 1599), y finalmente Jan Huidekoper.
- El Liefde («Amor» o «Caridad»), capitaneado por Simon de Cordes, segundo en el mando de la expedición; le sucedió como capitán Gerrit van Beuningen y finalmente Jacob Quaeckernaeck.
- El Geloof («Fe»), cuyo capitán era Gerrit van Beuningen, y tras su muerte Sebald de Weert.
- El Trouw («Fidelidad»), mandado por Jurriaan van Boekhout (fallecido en 1599), y al final por Baltazar de Cordes.
- El Blijde Boodschap («Buena Marea» o «El Evangelio»), capitaneado por Sebald de Weert, y más tarde por Dirck Gerrits Pomp.

Originalmente, la misión de la flota era la de navegar a lo largo de la costa oeste de América del Sur, donde debían vender su cargamento cobrando en plata, y seguir hacia Japón solo si fallaba la misión prevista. En ese caso, suponían que podrían conseguir plata en el Japón con la venta de sus mercancías y luego navegar hasta las islas Molucas para comprar las especias que habían ido a buscar, regresando después a Europa.
Los navíos eran embarcaciones que desplazaban de setenta y cinco a doscientas cincuenta toneladas con abundante tripulación y fueron conducidos a la costa de Guinea, en África Occidental, donde atacaron la isla de Annobón para conseguir suministros. A continuación navegaron hasta el Estrecho de Magallanes pero dispersados por las adversas condiciones meteorológicas y después de varios desastres en el Atlántico Sur, solo tres de los cinco barcos consiguieron pasar el Estrecho de Magallanes. (El Blijde Boodschap fue a la deriva después de ser desarbolado por las tormentas, siendo capturado por los españoles, mientras que el Geloof regresó a Róterdam en julio de 1600 con treinta y seis de los ciento nueve tripulantes con los que partió). 
Durante el viaje, Adams había trasbordado al Liefde (originalmente llamado Erasmus, por lo que iba adornado en la popa con una figura de madera de Erasmo de Róterdam). El Liefde esperó al resto de los buques en la Floreana del archipiélago de las Galápagos, en la costa de Ecuador. Sin embargo, solo el Hoop había llegado para la primavera de 1599, pero los capitanes de ambos buques, junto con Thomas, hermano de Adams, y otros veinte hombres, perdieron la vida en un encuentro con los nativos. El Trouw más tarde apareció en la isla indonesia de Tidore donde su tripulación fue aniquilada por los portugueses en enero de 1601. 
Temiendo la reacción de los españoles, el resto de los tripulantes decidieron navegar a través del Pacífico. Es a finales de noviembre de 1599 cuando los dos barcos navegaron rumbo oeste hacia Japón. A lo largo de su navegación, ambos barcos hicieron escala en «ciertas islas» (posiblemente las Hawái), donde desertaron ocho marineros. Más tarde, durante el viaje, hacia finales de febrero de 1600, un tifón hundió al Hoop con toda su tripulación.

## Desembarco en Japón
En abril de 1600, después de más de diecinueve meses en el mar, el Liefde, con una tripulación de una veintena de hombres enfermos y moribundos (de un total inicial de alrededor de cien), echó el ancla en la isla japonesa de Kyūshū. Su carga consistía en once cofres de tela gruesa de lana, perlas de vidrio, espejos, lentes, clavos, hierro, martillos, diecinueve cañones de bronce, cinco mil balas de cañón, quinientos mosquetes, trescientas balas dobles de cañón unidas por cadenas y tres baúles repletos de cotas de malla. 
Nueve miembros de la tripulación, que se encontraban lo suficientemente sanos como para bajar a tierra, desembarcaron en Bungo (la actual Usuki en la prefectura de Ōita), encontrándose con los habitantes japoneses locales y con sacerdotes jesuitas portugueses, quienes dijeron a los mandatarios japoneses que el navío de Adams era un buque pirata y que debía ser destruido y sus tripulantes crucificados como piratas. El barco fue incautado y los miembros de la tripulación, incluidos los enfermos, fueron encarcelados en el Castillo de Osaka por orden de Tokugawa Ieyasu, el daimio de Mikawa y futuro shōgun. Los diecinueve cañones de bronce del Liefde fueron descargados y, según crónicas españolas, empleados posteriormente en la decisiva batalla de Sekigahara el 21 de octubre de 1600. 
Adams fue interrogado por Ieyasu en Osaka tres veces entre mayo y junio de 1600. Este se encargaba de la protección y ejercía de tutor del joven hijo del Taiko, Toyotomi Hideyoshi, que acababa de morir. Adams presentó una apelación a Ieyasu, explicándole de paso sus conocimientos sobre buques, construcción naval, navegación e incluso matemáticas.

Me presenté ante el rey y le caí bien, me pareció que iba a estar maravillosamente bien dispuesto hacia mí. Me habló por señas, algunas de las cuales entendí pero otras no. Al final vino alguien que hablaba portugués. Por medio del traductor el rey me preguntó de qué país era y qué nos había impulsado a viajar tan lejos. Le dije el nombre de nuestro país y que desde hacía mucho tiempo intentaba llegar a las Indias Orientales, y que deseaba conseguir la amistad de los gobernantes japoneses y otras personas importantes con el objeto de poder desarrollar intercambios comerciales, sobre todo de los productos que existían en nuestro país y que Japón no tenía. Me preguntó entonces si en nuestro país había guerras, le respondí que sí, con los españoles y con los portugueses y que estábamos en paz con el resto de naciones. Además me preguntó en qué creíamos y le dije que en Dios, que hizo el cielo y la tierra. Me preguntó por otras cuestiones ajenas a la religión, incluso sobre el modo en que habíamos conseguido llegar a su país. Le expliqué que tenía un mapa de todo el mundo, se lo enseñé y le indiqué cómo habíamos llegado a través del Estrecho de Magallanes. Se asombró con lo que le conté y me dijo que creía que yo le mentía. Así, hablando de unas cosas y de otras estuve con él hasta la medianoche.
William Adams, Carta a su esposa

Las explicaciones de Adams tuvieron como resultado que finalmente Ieyasu denegase la solicitud de los jesuitas para que se les castigase. Sus explicaciones se basaban en que: 

...aún no le habíamos hecho ni a él ni a nadie de sus tierras daño alguno ni perjuicio, por lo tanto no había ninguna razón para condenarnos a muerte. Si nuestro país estaba en guerra con uno o con otro eso no era causa para que nos diera él muerte, así pues ellos se habían excedido con sus crueles pretensiones. Por ello sea Dios por siempre alabado.
William Adams, Carta a su esposa

Ieyasu ordenó a la tripulación que navegasen con el Liefde de Bungo a Edo, donde, al estar el barco totalmente carcomido y siendo imposible su reparación, se hundió.

## Los primeros barcos de tipo occidental de Japón
En 1604, Ieyasu ordenó a Adams y a sus compañeros que ayudasen a Mukai Shōgen Tadakatsu, comandante en jefe de la Armada de Uraga, a construir para Japón el primer buque de estilo occidental. El velero fue armado en el puerto de Itō en la costa este de la península de Izu con los carpinteros del puerto que suministraron la mano de obra para la construcción de un buque de ochenta toneladas, siendo empleado para el estudio de la costa japonesa. El shogun ordenó a continuación fabricar un buque más grande, de ciento veinte toneladas y que se construiría al año siguiente. Los dos buques construidos eran más pequeños que el Liefde que era de ciento cincuenta toneladas. Según Adams, Ieyasu «subió a bordo para verlo, y lo que vio le produjo un gran contento». En 1610, el buque de ciento veinte toneladas (más tarde llamado San Buena Ventura) se lo prestaron los japoneses a unos españoles que habían naufragado para navegar con él a Nueva España acompañados por una misión diplomática de veintidós japoneses al mando de Tanaka Shōsuke. 
Terminada la construcción de los barcos, Ieyasu invitó a Adams a visitar su palacio siempre que quisiese y le dijo «que siempre podría acudir a él» (Cartas).
Otros supervivientes del Liefde también fueron recompensados, permitiéndoseles incluso realizar operaciones comerciales desde Japón con el extranjero. La mayor parte de la tripulación pudo salir de Japón en 1605 con la ayuda del daimio de Hirado. Adams, sin embargo, no recibió autorización para salir de Japón hasta 1613. Melchior van Santvoort, junto con otro tripulante, Jan Joosten van Lodensteijn, participaron en los intercambios comerciales entre Japón y el sudeste de Asia y al parecer hicieron una fortuna. Comerciantes holandeses de Ayutthaya informaron a principios de 1613 que ambos se estaban haciendo ricos comerciando con juncos.
Alrededor de 1608, Adams se puso en contacto con el gobernador interino de Filipinas, Rodrigo de Vivero, en nombre de Tokugawa Ieyasu, ya que este deseaba establecer contactos comerciales directos con el virreinato de Nueva España. Tras este intercambio amistoso de correspondencia, se iniciaron oficialmente las relaciones entre Japón y el virreinato de Nueva España. 
En los registros japoneses, consta que Adams fue autorizado a fletar «barcos del sello rojo», cosa que hizo durante sus últimos viajes al sudeste asiático. En el Ikoku Tokai Goshuinjō figura una anotación sobre la entrega a un tal Anjin Miura (nombre japonés de Adams) de un shuinjō en 1614. Es un documento con un sello rojo del shogunato que autorizaba al titular a comerciar con países extranjeros.

## El primer samurái occidental
William Adams es conocido como el primer samurái extranjero. También es probable que algunos coreanos o chinos sirviesen a algunos daimios durante el período Sengoku. 
El shogun hizo amistad con Adams, convirtiéndolo en diplomático y nombrándolo su asesor comercial, concediéndole también grandes privilegios. En última instancia, Adams se convirtió en su asesor personal para todas las cuestiones relacionadas con las potencias y la civilización occidental, sustituyendo, al cabo de unos años, al padre jesuita João Rodrigues como intérprete oficial del shogun. El padre Valentim Carvalho escribió: «Después que hubo aprendido el idioma, tenía acceso directo a Ieyasu, pudiendo entrar en su palacio en cualquier momento»; también lo describió como «un gran ingeniero y matemático».

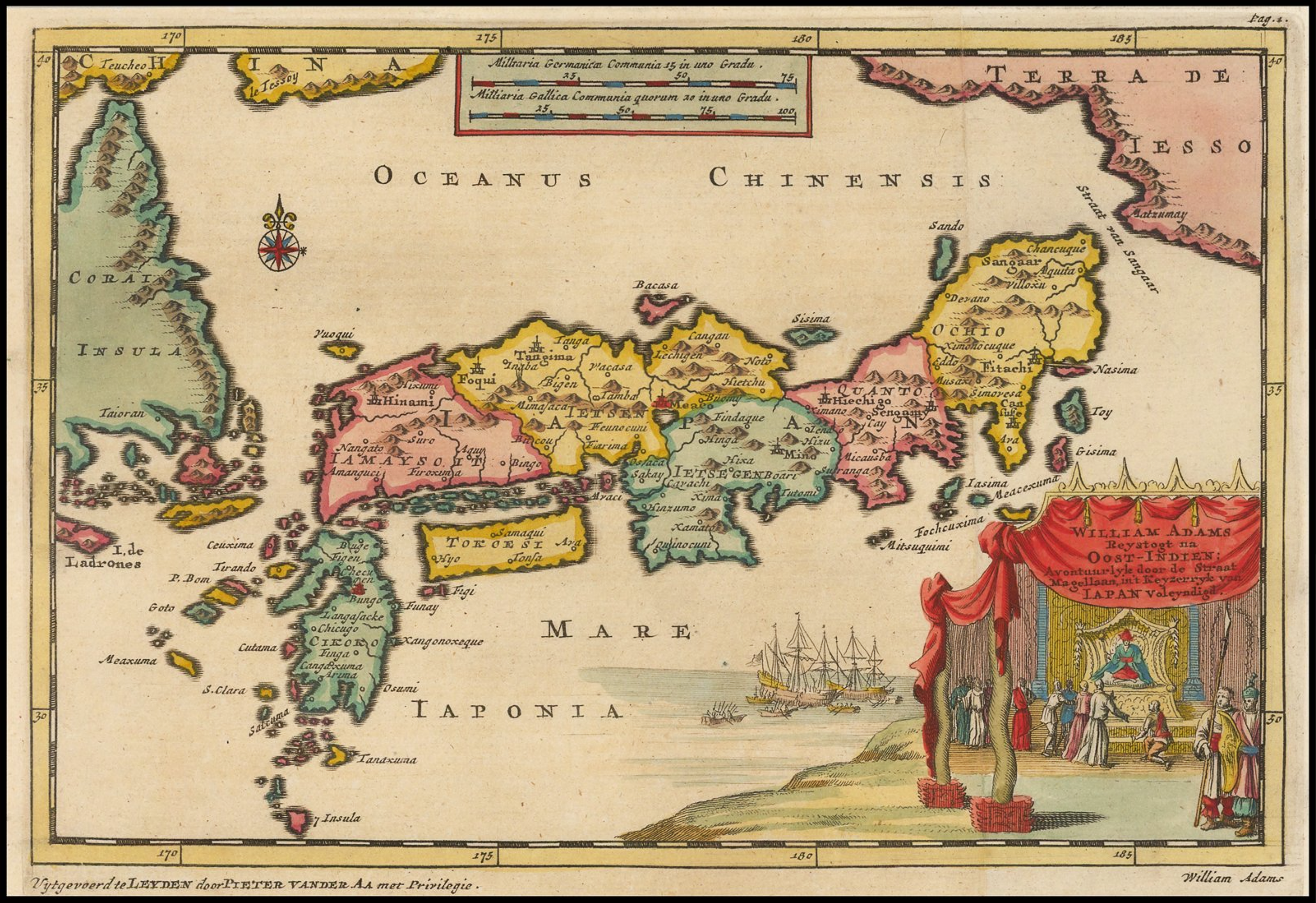
Mapa de Japón de 1707, con un recuadro representando la audiencia de William Adams con el Shogun. Se cree que es obra de Pieter van der Aa.

Adams tenía esposa e hijos en Inglaterra, pero Ieyasu le había prohibido salir de Japón. Siempre llevaba las dos espadas que representaban la autoridad de un samurái. El shogun decretó que el piloto William Adams había muerto y que en su lugar había nacido el samurái Anjin Miura (三浦按針). Esto en la práctica significó que la esposa que Adams dejó en Inglaterra se había convertido en una viuda (aunque Adams consiguió enviarle dinero regularmente, a partir de 1613, a través de las empresas comerciales inglesas y neerlandesas), de ese modo Adams quedó «liberado» para servir al shogunato de forma permanente. Adams también recibió el título de hatamoto, un nombramiento que significaba una posición de alto prestigio en la corte del shogun. 
Se le concedieron generosas rentas: «Por los servicios que he hecho y que hago a diario estando empleado al servicio del emperador, el emperador me ha dado la vida» (Cartas). Se le concedió un feudo en Hemi (逸見) dentro de los límites de la actual ciudad de Yokosuka, «contaba con ochenta o noventa sirvientes y esclavos» (Cartas). Su feudo se valoró a doscientos cincuenta koku (una medida de las rentas anuales de un feudo, un koku se define como la cantidad de arroz necesaria para alimentar a una persona durante un año). Por último, escribió: «Dios siempre ha velado por mí después de mi gran miseria» (Cartas), refiriéndose al viaje plagado de desastres que le había llevado a Japón. 
El territorio asignado a Adams se encontraba junto al puerto de Uraga, el tradicional punto de entrada a la bahía de Edo, existiendo registros donde consta que Adams negociaba con la carga de buques extranjeros. John Saris relató que durante su visita a Edo (actual Tokio) en 1613, Adams estaba en posesión de los derechos para la reventa de la carga de un barco español fondeado en la bahía de Uraga. 
La posición de Adams le proporcionó los medios para casarse con Oyuki (お雪), la hija de Magome Kageyu, un oficial de carreteras que estaba a cargo del transporte de cargas en uno de los grandes caminos imperiales que salían de Edo. Aunque Magome era un personaje importante, Oyuki no era de origen noble ni de posición social elevada, por ello es muy probable que Adams se casase con ella por amor y no por razones sociales. Adams y Oyuki tuvieron un hijo llamado Joseph y una niña llamada Susanna. A Adams, sin embargo, le resultaba difícil permanecer quieto y por ello estaba continuamente viajando. No hay que olvidar que comenzó con el vano intento de encontrar una vía de paso por el Ártico, fracasando la expedición en la que participó.
Adams tenía un gran respeto por Japón, su pueblo y su civilización: 

Las gentes de Japón son buenas por naturaleza, son extremadamente corteses y valientes en la guerra: su justicia se aplica con imparcialidad y gran severidad para con los transgresores de la ley. Son gobernados con gran civismo y quiero decir que no existe un país mejor gobernado por una administración civil. La gente es muy supersticiosa con su religión y coexisten opiniones diversas.
William Adams, Carta a Bantam, 1612

## Establecimiento de la Compañía holandesa de las Indias Orientales en Japón

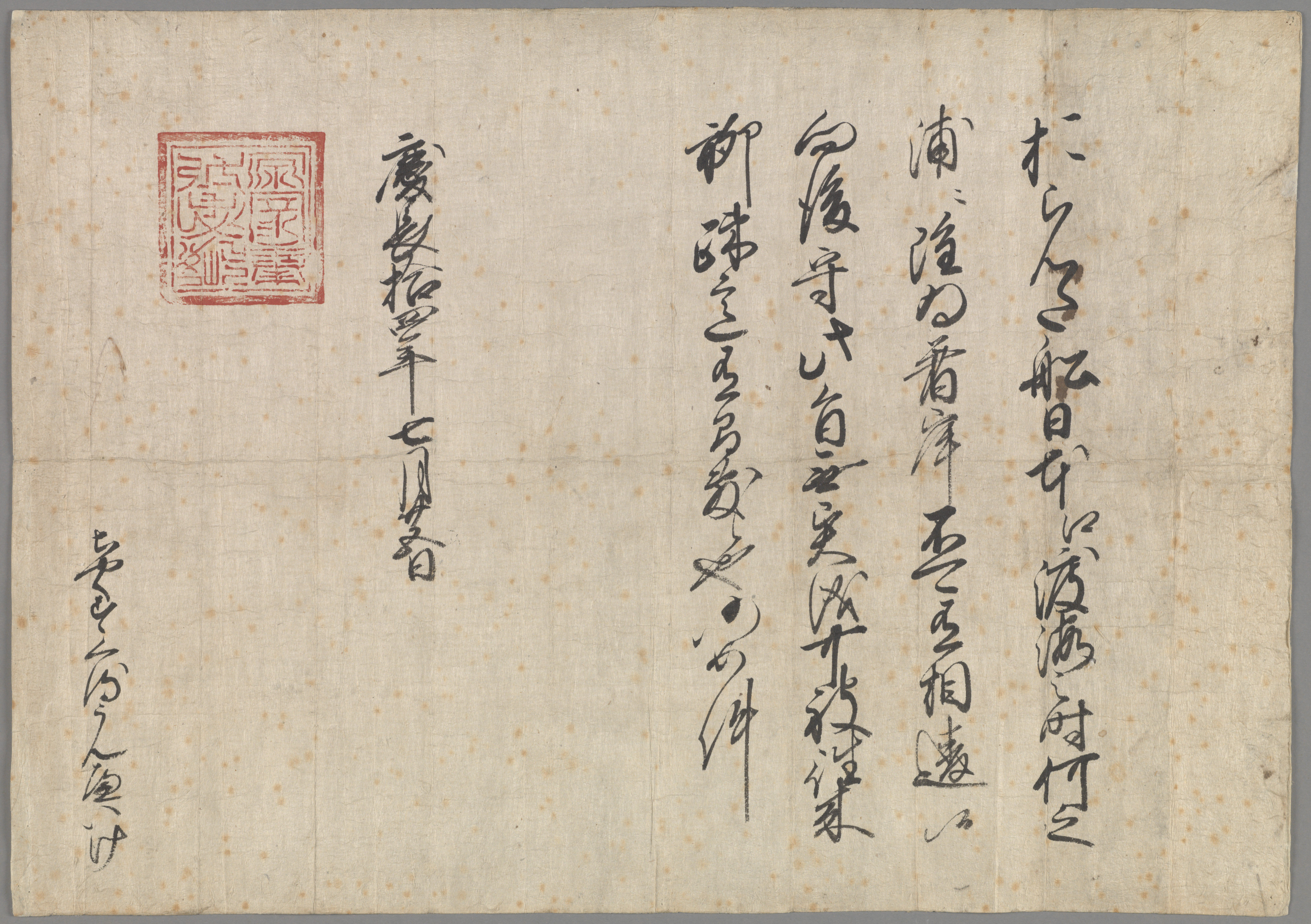
Permiso para comerciar negociado por William Adams para los holandeses, y otorgado por Tokugawa Ieyasu a Jacques Specx, 25 de agosto de 1609. Dice: «Se autoriza a los barcos holandeses para viajar a Japón, y para que puedan desembarcar en cualquier lugar de las costas japonesas sin ninguna limitación. A partir de este momento esta norma debe ser respetada y se permitirá a los holandeses navegar y viajar a cualquier lugar de Japón que deseen. No se permitirá que se les ofenda como ha ocurrido antes de ahora. 25º dia del 7º mes del 14º año de Keicho. Tokugawa Ieyasu».

El capitán del Liefde, Jacob Quaeckernaeck y el tesorero Melchior van Santvoort fueron enviados por Ieyasu en 1604, con un permiso del tipo Barcos del sello rojo, al reino de Patani en el sudeste de Asia, para contactar con el puesto comercial de la Compañía Holandesa de las Indias Orientales que se había establecido allí en 1602. El objetivo era diversificar el comercio de Japón con occidente para romper así el monopolio del comercio exterior que tenían los portugueses. En 1605, Adams obtuvo de Ieyasu una carta en la que invitaba formalmente a los holandeses a comerciar con Japón. 
Obstaculizados por los conflictos con los portugueses y lo limitado de sus recursos en Asia, los holandeses no fueron capaces de enviar barcos a Japón hasta 1609. Dos buques holandeses, al mando de Jacques Specx, el De Griffioen (el «Grifo», diecinueve cañones) y el Roode Leeuw met Pijlen (el «León rojo con flechas», de cuatrocientas toneladas, veintiséis cañones), fueron finalmente enviados desde Holanda y llegaron a Japón el 2 de julio de 1609. Fueron ayudados por uno de los compañeros de Adams, Melchior van Santvoort, en los preparativos para establecer un puesto comercial en Hirado, acompañados por dos delegados holandeses de nombre Puyck y van den Broek. Llevaban una carta del príncipe Mauricio de Nassau para la corte de Edo. Adams negoció en su nombre con el Shogun y obtuvo los derechos de libre comercio en todo el Japón (a los portugueses, por el contrario solo se les permitía vender sus productos en Nagasaki y con precios tasados) y también permiso para establecer un puesto comercial: 

Ahora los holandeses están establecidos (en Japón) y fui yo quien les consiguió este privilegio, algo que ni los españoles ni los portugueses conseguirán en 50 o 60 años de Japón.
William Adams, Carta a Bantam)

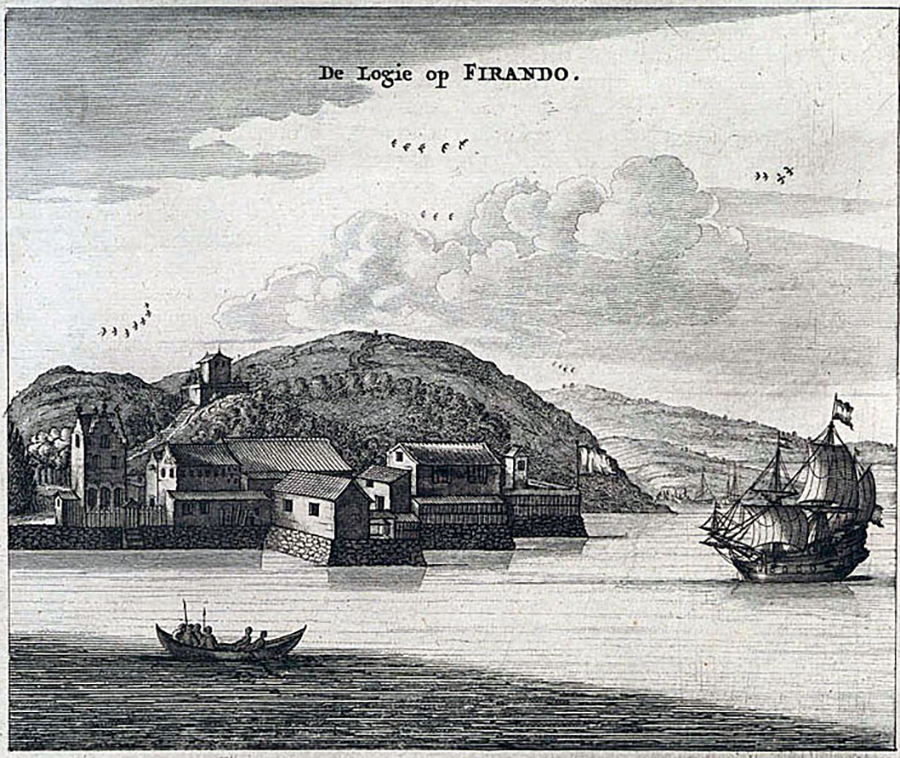
El puesto comercial de la Compañía holandesa de las Indias Orientales en Hirado (descrito aquí). Grabado del.

Después de obtener el derecho a comerciar con Japón por medio de un edicto de Tokugawa Ieyasu de 24 de agosto de 1609, los holandeses inauguraron su puesto comercial de Hirado el 20 de septiembre de 1609. El «Permiso para comerciar» (holandés: «Handelspas» y japonés: «Shuinjō») fue conservado cuidadosamente por los holandeses en Hirado y luego en Dejima como garantía de sus derechos para comerciar durante los siguientes dos siglos en Japón.

## Establecimiento de un puesto comercial inglés
En 1611, Adams recibió noticias de la existencia de un asentamiento inglés en Bantam, Indonesia, por lo que les envió una carta pidiendo que diesen a su familia y amigos en Inglaterra noticias de él, y les propuso participar en el comercio con Japón, del cual les dijo que «los holandeses están obteniendo grandes beneficios» (Adams, carta a Bantam). 

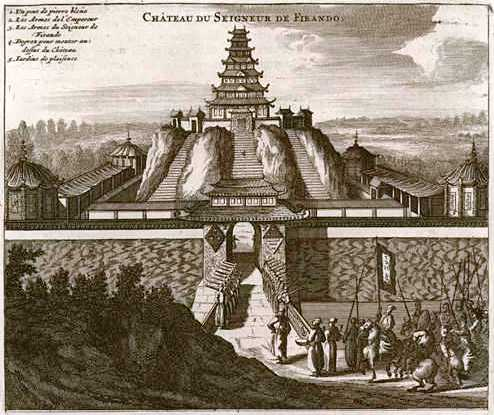
Castillo Hirado, grabado del.

En 1613 llegó a Hirado en el navío Clove el capitán inglés John Saris con la intención de establecer un puesto comercial para la Compañía Británica de las Indias Orientales. (Hirado ya tenía un puesto comercial de la Compañía Holandesa de las Indias Orientales (VOC)). 
Tras reunirse con Adams, Saris le manifestó su enojo por los elogios que le manifestaba sobre Japón y por haber adoptado las costumbres japonesas: 

Adams insistía en que Japón era admirable y lo elogiaba cariñosamente. En general, entre nosotros existía la creencia de que él se había naturalizado como japonés.
John Saris

En Hirado, Adams se negó a permanecer en el establecimiento inglés y en su lugar se fue a residir con un magistrado japonés. También se comentó que llevaba ropas japonesas y que hablaba el japonés con fluidez. Adams estimó que el cargamento del Clove era de escaso valor, esencialmente textiles ingleses, estaño y clavo (adquiridos en las islas de las especias), y les dijo a los ingleses que «las mercancías que habían traído no eran muy vendibles». 
Adams viajó con Saris a Shizuoka, donde se reunieron con Ieyasu en su residencia principal en septiembre y luego continuaron hasta Kamakura, donde visitaron el famoso Buda (un Daibutsu, gran Buda, de 1252, en el que los marineros grabaron sus nombres). Fueron después a Edo, donde se reunieron con el hijo de Ieyasu, Hidetada, que en ese momento era nominalmente el Shogun, aunque Ieyasu conservaba el poder real y era el que tomaba la mayoría de las decisiones. Durante esa reunión, Hidetada entregó a Saris dos armaduras barnizadas para el rey Jaime I y que hoy se encuentran en la Torre de Londres. 

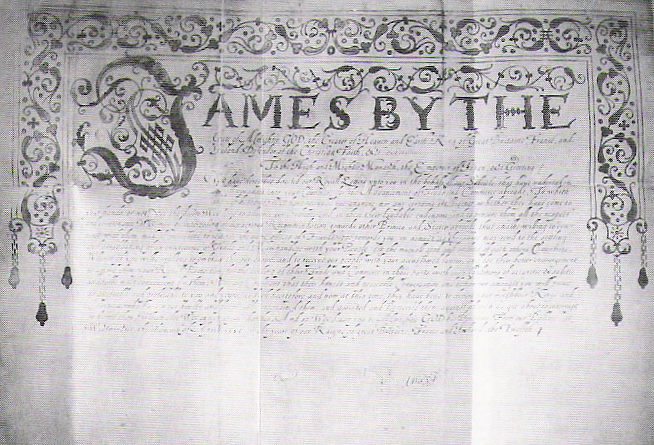
Carta de 1613 del rey Jaime I enviada a Tokugawa Ieyasu (Conservada en los archivos de la Universidad de Tokio).

En su camino de regreso visitaron de nuevo a Tokugawa, que concedió a los ingleses privilegios comerciales a través de un Sello Rojo dándoles «licencia para que libremente puedan establecerse, comprar, vender y hacer trueques» en Japón. El grupo inglés regresó a Hirado el 9 de octubre de 1613. 
En esta ocasión, Adams solicitó y obtuvo la autorización de Tokugawa para regresar a su país, pero, finalmente, declinó la oferta de Saris, que se ofreció para llevarlo de vuelta a Inglaterra: «Le respondí que llevaba muchos años en este país y aun era pobre...... y que deseaba obtener algo antes de mi regreso». Las verdaderas razones para no regresar fueron al parecer la profunda antipatía que sentía hacia Saris: «La razón por la que no me fui con él fue que me había injuriado, eso me resultó muy extraño y no se retractó» (cartas de William Adams).

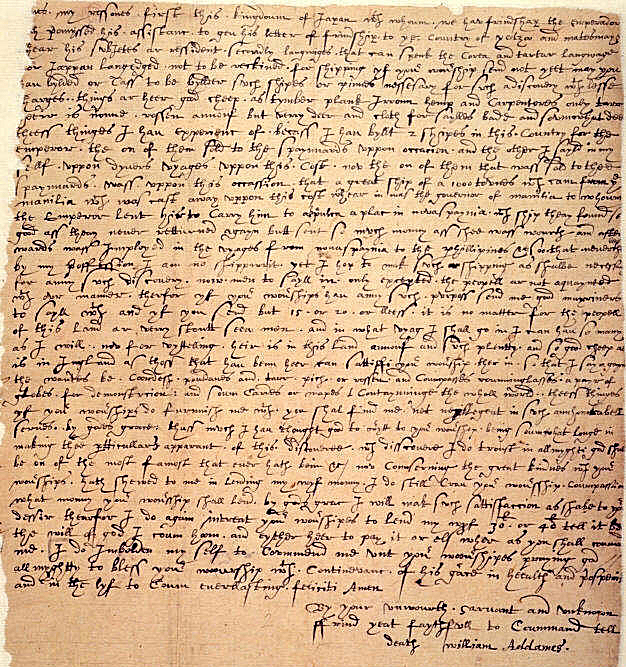
Extracto de una carta escrita por William Adams en Hirado para la Compañía Británica de las Indias Orientales en Londres, 1 de diciembre de 1613. Biblioteca británica.

Aceptó un empleo en el puesto comercial inglés recién fundado en Hirado, firmando el contrato el 24 de noviembre de 1613, convirtiéndose en empleado de la Compañía Británica de las Indias Orientales con un salario anual de cien libras inglesas, más del doble del salario que percibían los demás empleados del puesto de Hirado que era de cuarenta libras anuales. Adams ocupó un puesto de responsabilidad en este nuevo asentamiento inglés a las órdenes de Richard Cocks y junto con otros seis compatriotas (Tempest Peacock, Richard Wickham, William Eaton, Walter Carwarden, Edmund Sayers y William Nealson). 
Adams había aconsejado no elegir Hirado para asentarse porque era una ciudad pequeña y alejada de los principales mercados en Osaka y Edo, recomendando en vano a Saris que se instalasen en Uraga, cerca de Edo. 
Durante los diez años de actividad de la empresa entre 1613 y 1623, además del primer barco que llegó (el Clove en 1613), solo otros tres buques ingleses transportaron cargamentos directamente desde Londres a Japón, debido a que los ingleses siempre consideraron el mercado japonés como de escaso interés. La única actividad comercial que desarrolló el puesto inglés fue la que organizaron entre Japón y el sudeste de Asia y básicamente fue realizada por Adams vendiendo productos chinos por plata japonesa: 

Si no fuera por la esperanza del comercio con China, o la obtención de algún beneficio de Siam, Cochinchina y Pattani, que no se encuentran en Japón, pero como aquí hay plata suficiente, puede utilizarse pero a cambio hay que traer productos que sean de su gusto.
Richard Cocks, Diario, 1617

## Rivalidades religiosas
Adams era protestante y por ello fue considerado un rival por los portugueses y los miembros de las órdenes religiosas católicas en Japón. Después de que Adams consiguiese un puesto de relevancia, los jesuitas primero intentaron convertirlo y después le ofrecieron capitanear un barco portugués para sacarlo en secreto de Japón.  El hecho de que los jesuitas estuviesen dispuestos a desobedecer la orden dada por Ieyasu de prohibirle a Adams su salida de Japón, traicionando de alguna manera a quien debían su influencia, tenía una buena razón. 
Los sacerdotes católicos consideraban que Adams estaba utilizando su influencia con el shogún Ieyasu para desacreditarles: 

«Por el hecho de ser un hereje, se esforzó constantemente en desacreditar tanto a nuestra iglesia como sus sacerdotes»... Él y otros «por medio de falsas acusaciones... han hecho que nuestros predicadores fuesen sospechosos para Ieyasu haciéndole creer que eran espías y no sembradores de la Santa Fe en sus reinos».
Padre Valentim Carvalho

Ieyasu, influido por los consejos de Adams y a la vista de los problemas sociales causados por los numerosos católicos conversos, expulsó a los jesuitas de Japón en 1614 y exigió a los japoneses católicos que abandonaran su fe. 
Adams, al parecer, desaconsejó también a Ieyasu los contactos con los españoles.

## Carácter
Después de quince años en Japón, las relaciones de Adams con los europeos no eran fáciles. Al principio rechazó la compañía de los marineros ingleses llegados en 1613 y sus relaciones con Saris nunca fueron buenas. 
Sin embargo, Cocks, el jefe del puesto comercial de Hirado, poco a poco fue aceptando el carácter de Adams, incluido su típico autocontrol japonés. En una carta dirigida a la Compañía Británica de las Indias Orientales escribió: 

Considero que es un hombre disciplinado, dispuesto a hacer su trabajo y a prestar el mejor servicio que pueda... estoy convencido de que podría vivir con él siete años antes de que surgiese entre nosotros una controversia.
Richard Cocks, Diario

## Participación en el comercio de Asia
Adams, más tarde, participó en diversas empresas comerciales y de exploración. Trató de organizar la exploración del Paso del Noroeste desde Oriente, que reduciría en gran medida la distancia del viaje entre Japón y Europa. Ieyasu le preguntó si «no podrían nuestros compatriotas encontrar el Paso del noroeste» y Adams se puso en contacto con la Compañía Británica de las Indias Orientales para conseguir las tripulaciones y los suministros. El proyecto, sin embargo, nunca se materializó. 
En la última parte de su vida se dedicó al servicio de la compañía comercial inglesa. Se llevaron a cabo una serie de viajes a Siam en 1616 y a Cochinchina en 1617 y 1618, a veces por cuenta de la Compañía Británica de las Indias Orientales y otras por su propia cuenta. Según figura en los registros japoneses, Adams era el propietario de Barcos del sello rojo de quinientas toneladas. 
Dado el pequeño número de barcos procedentes de Inglaterra (cuatro buques en diez años: el Clove en 1613, el Hosiander en 1615, el Thomas y el Advice en 1616) y el escaso valor de su cargamento (textiles baratos, cuchillos, espejos, algodón indio, etc), William Adams desempeñó un papel clave para la obtención por la compañía de los certificados de comercio del Shogún de la clase llamada Sello rojo. En total, se hicieron siete viajes con juncos por el Sudeste de Asia con resultados desiguales. Entre ellos, cuatro fueron comandados por William Adams como capitán. Adams, reconociendo que Dios era su proveedor personal, cambió el nombre del barco que había adquirido por el de «Regalo de Dios», y lo utilizó en su expedición a la Cochinchina.

### Expedición a Siam en 1614

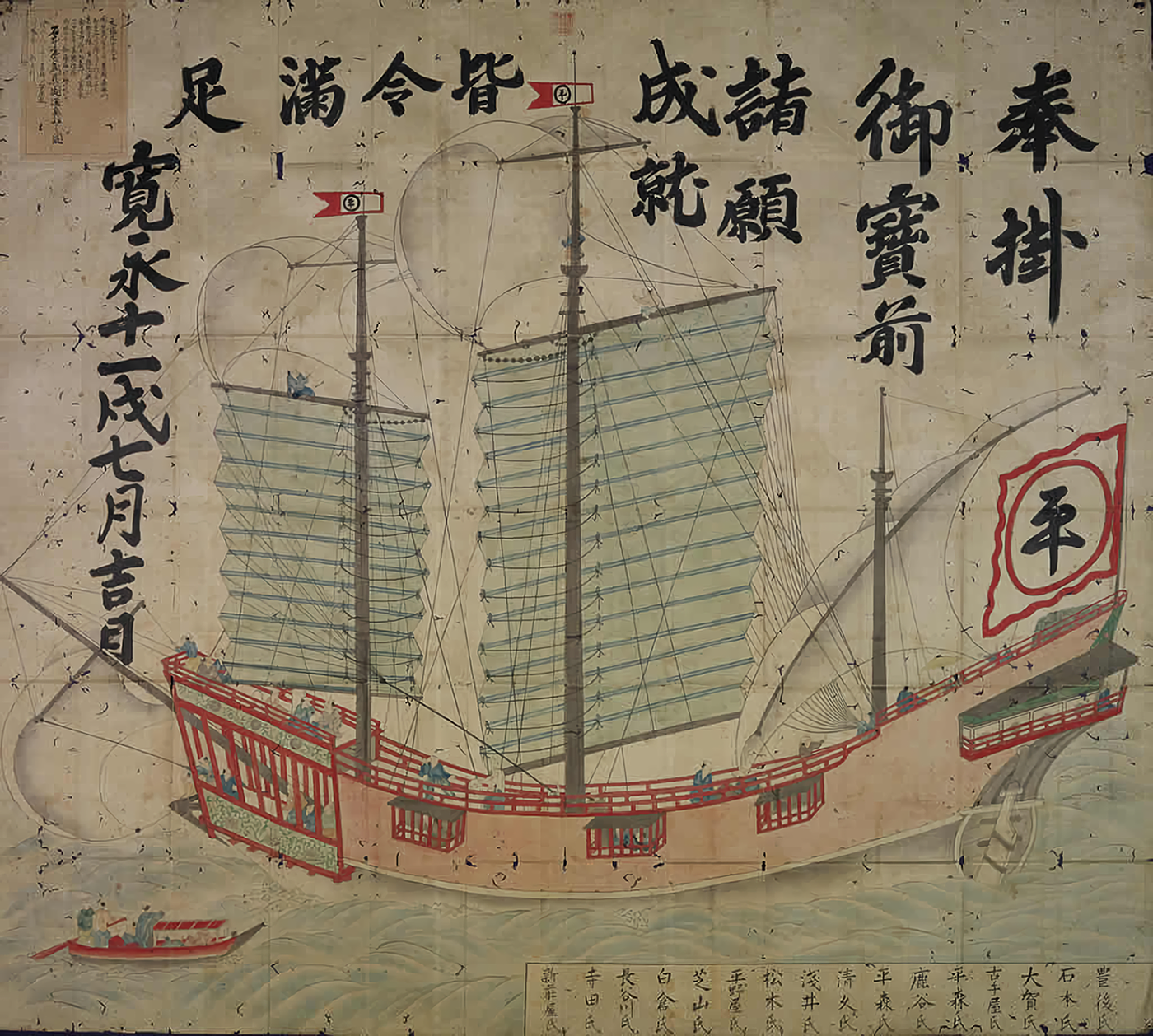
Un barco japonés de 1634 del sistema de Barcos del sello rojo utilizado para el comercio asiático. Museo de ciencia naval.

En 1614, Adams se propuso organizar una expedición comercial a Siam con la esperanza de fortalecer las actividades del puesto comercial inglés y sus ingresos. Compró para la compañía un junco de doscientas toneladas y lo reparó. Lo llamó Sea Adventure y contrató a unos ciento veinte marineros y comerciantes japoneses, así como varios comerciantes chinos, un italiano y un comerciante castellano. El sobrecargado buque zarpó en noviembre de 1614, durante la temporada de los tifones. Los comerciantes Richard Wickham y Edmund Sayers, pertenecientes al personal del puesto comercial inglés, también participaron en el viaje. 
El buque fue a comprar seda cruda, productos chinos, madera sappan, pieles de venado y pieles de rayas (esto último era utilizado para los mangos de las espadas japonesas), llevando solamente plata (mil doscientas cincuenta libras) y ciento setenta y cinco libras de algunas mercancías (algodón indio, armas japonesas y lacados). 
El buque se encontró con un tifón cerca de las Islas Ryukyu (Okinawa moderna) y tuvo que quedarse allí para hacer reparaciones desde el 27 de diciembre de 1614 hasta mayo de 1615. Regresaron a Japón en junio de 1615 sin haber sido capaces de realizar ni una sola transacción.

### Expedición a Siam en 1615
Adams zarpó otra vez de Hirado en noviembre de 1615 hacia Ayutthaya en Siam con el reformado y reequipado Sea Adventure con la intención de comprar madera de sappan para su reventa en Japón. Al igual que el año anterior, la carga consistía principalmente de plata (seiscientas libras) y también de los productos japoneses e indios no vendidos en el viaje anterior. 
Logró comprar grandes cantidades de productos rentables, incluso compró dos nuevos barcos en Siam para transportarlo todo. Adams navegó con el Sea Adventure de regreso a Japón con 143 toneladas de madera sappan y 3700 pieles de venado, durando el viaje 47 días, (del 5 de junio al 22 de julio de 1616). Sayers, con un junco chino alquilado, regresó a Hirado en octubre de 1616 con cuarenta y cuatro toneladas de madera sappan. El tercer buque, un junco japonés, trajo 4560 pieles de venado de Nagasaki en junio de 1617 tras el monzón. 
Adams regresó a Japón menos de una semana después de la muerte de Ieyasu, acompañado de Cocks y Eaton, acudiendo a la corte para presentar sus respetos al nuevo gobernante Hidetada. Aunque la muerte de Ieyasu en 1616 pudo haber significado un deterioro de la influencia política de Adams, Hidetada mantuvo los privilegios de comercio de los ingleses, concediendo además a Adams un nuevo permiso del Sello Rojo (Shuinjō) que le permitía continuar con sus actividades comerciales en el exterior bajo la protección del Shogun. Su posición como hatamoto también fue mantenida. 
En esta ocasión, Adams y Cocks también visitaron al almirante japonés Shogen Mukai Tadakatsu que vivía cerca de Adams y discutieron planes para una posible invasión de Filipinas.

### Expedición a Cochinchina en 1617
En marzo de 1617, Adams zarpó para Cochinchina tras haber comprado el junco que Sayers había traído de Siam y le cambió el nombre por el de Gift of God (Regalo de Dios). Tenía la intención de localizar a dos empleados del puesto comercial inglés de Hirado que habían iniciado un viaje dos años antes para explorar las oportunidades comerciales de la zona del sudeste de Asia, siendo este el primer viaje realizado por el puesto comercial inglés. Adams regresó a Japón tras conocer que ambos habían sido asesinados robándoles la plata que llevaban.
La expedición de Adams únicamente pudo vender un pequeño cargamento de textiles, marfil indio y otros productos por la modesta suma de trescientas cincuenta y una libras. 

### Expedición a Cochinchina en 1618
Consta en los registros japoneses que en 1618 Adams realizó su última expedición comercial del puesto comercial inglés de Hirado al sudeste de Asia con el permiso del Sello Rojo navegando a Cochinchina y Tonkín (en el moderno Vietnam). El barco fletado era un junco chino que zarpó de Hirado el 11 de marzo de 1618 pero se encontró con mal tiempo, lo que le obligó a detenerse en Oshima al norte de Ryukyu. El barco navegó de vuelta a Hirado en mayo. 
Esas expediciones al sudeste de Asia ayudaron a sobrevivir al puesto comercial inglés durante algún tiempo, pues en esa época la madera de sappan la revendían con un margen de beneficio del 200%; aun así el puesto quebró debido a los elevados gastos que suponía su mantenimiento.

## El legado de Adams

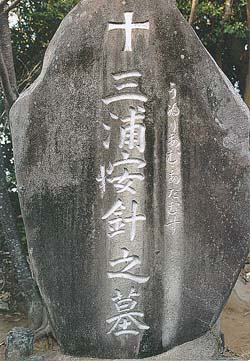
Estela de Miura Anjin, Hirado, Prefectura de Nagasaki, Japón.

Adams murió en Hirado, al norte de Nagasaki, el 16 de mayo de 1620 a la edad de cincuenta y cinco años, y fue enterrado en Nagasaki-ken, donde la estela funeraria de su tumba todavía se puede ver hoy junto a un monumento a San Francisco Javier. El puesto comercial inglés se cerró tres años más tarde debido a su falta de rentabilidad. 
En su testamento, dejó dicho que su casa en Edo, su feudo de Hemi y quinientas libras esterlinas se dividiesen en partes iguales entre su familia en Inglaterra y su familia en Japón. 

No puedo dejar de estar consternado por la pérdida de un hombre como el capitán William Adams, que tuvo el favor de dos Emperadores de Japón, lo que no ha ocurrido con ningún otro cristiano en esta parte del mundo.
Richard Cocks, Diario

Cocks se mantuvo en contacto con la familia de Adams enviándoles también regalos. Así, en marzo de 1622, mandó a Inglaterra sedas para Joseph y Susanna. Entregó a Joseph la espada y la daga de su padre en la Navidad siguiente a la muerte de Adams. Cocks escribió que Hidetada transfirió el señorío de William Adams a su hijo Joseph Adams, con los derechos sobre su feudo de Hemi: 

Él (Hidetada) ha confirmado a su hijo en el señorío que el otro emperador (Ieyasu) dio al padre.
Richard Cocks, Diario

Cocks se encargó también de la gestión de los permisos de comercio (shuinjō) concedidos a Adams en beneficio de los Adams, sus hijos Joseph y Susanna, una tarea que el holandés realizó a conciencia a partir de 1623. 
En 1629, solo sobrevivían dos de los compañeros que desembarcaron con Adams, viviendo en Nagasaki: Melchior Santvoort y Vincent van Romeyn.

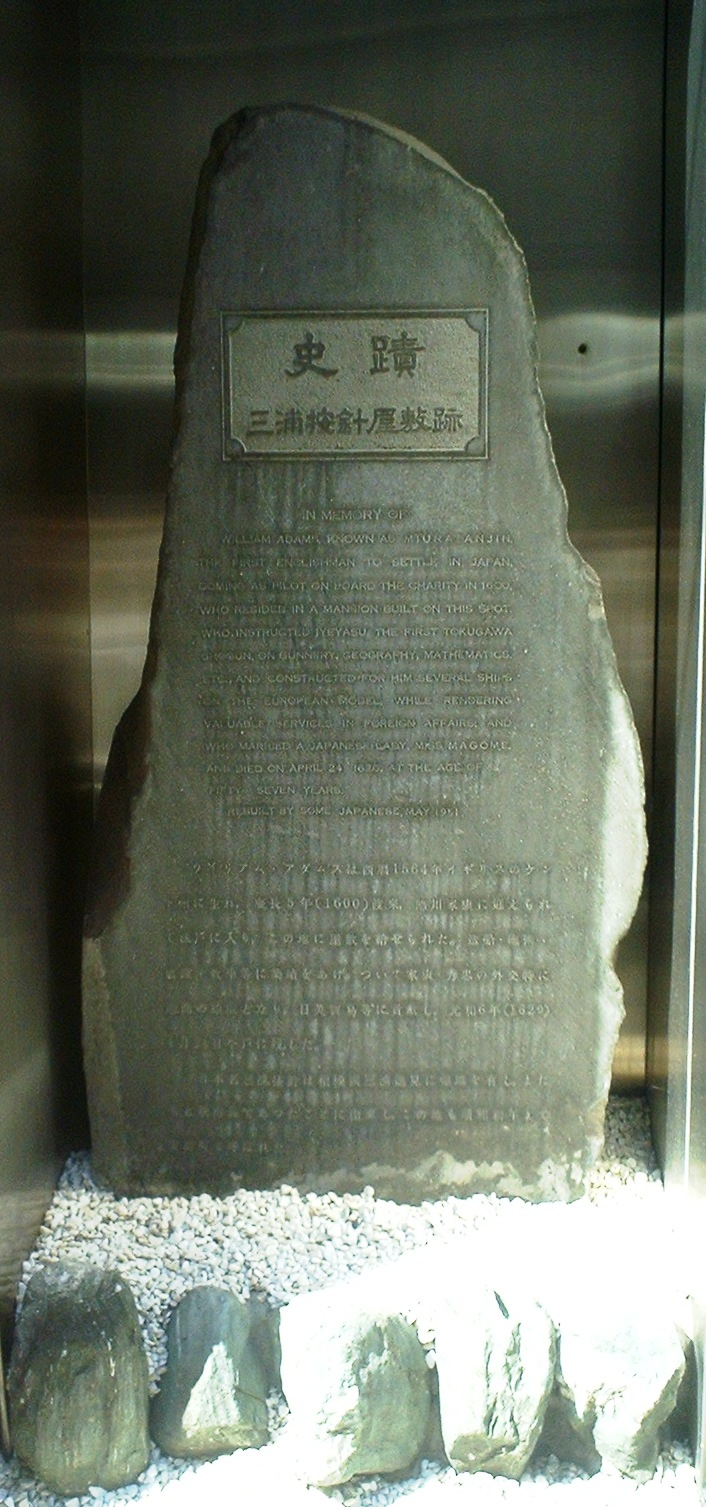
Monumento a William Adams en el lugar donde estaba su antigua casa de Tokio, en Anjin-chō, hoy Nihonbashi Muromachi 1-10-8, Tokio.

El hijo de Adams mantuvo el título de Miura Anjin y tuvo bastante éxito comercial hasta el cierre del país en 1635. A partir de ese momento desaparece de los registros históricos. 
La memoria de Adams se conserva en el nombre de una ciudad de Edo (Tokio moderno), Anjin-cho (en la actual Nihonbashi) donde tuvo una casa, y por una celebración anual en su honor que se celebra cada 15 de junio. 
Un pueblo y una estación de tren en su feudo, Anjinzuka (安针冢 «El montículo funerario del piloto»?), en la moderna Yokosuka, llevan su nombre. 
Además, en la ciudad de Itō, Shizuoka, se celebra el Festival de Miura Anjin, cada 10 de agosto. 
Hoy en día, Ito y Yokosuka son ciudades hermanas de Gillingham, la ciudad natal de Adams. 
La vida de William Adams también ha inspirado Shogun de James Clavell, una novela convertida en superventas y a partir de la cual se rodó una miniserie para la televisión en 1980. El personaje de ficción John Blackthorne se inspira en Adams y narra las aventuras que corrió en los primeros años tras su llegada a Japón.

## Citas célebres
Se conoce la existencia de cuatro cartas de William Adams. Las más interesantes, por la información que aportan, son la que escribió a su esposa y la dirigida al puesto inglés en Bantam. Algunas otras citas son: 
«Somos tan felices como podamos serlo en nuestra mente».
«La fe es una continuación de la razón». 
«Como nación de hombres libres, viviremos a través de los tiempos, o moriremos suicidándonos».